# قزل‌جه قشلاق
قزل‌جه قشلاق یکی از روستاهای استان آذربایجان شرقی است که در دهستان چاراویماق شرقی بخش شادیان شهرستان چاراویماق واقع شده‌است.این روستا ۱۵۸ نفر جمعیت دارد.

## طبیعت
طبیعت این روستا کوه های رنگی آلاداغلار کوه های بسیار زیبا و دیدنی است.